# Perun monténégrin
Pour les articles homonymes, voir Perun.
Le perun (en serbe cyrillique Перун, ancienne orthographe Перунъ) est l'unité monétaire que Petar II Petrović-Njegoš prévoyait d'introduire au Monténégro en 1851. Il n'a jamais servi officiellement, étant resté au stade de prototype.

## Histoire
Lors du règne de Petar II, le Monténégro a connu de fortes avancés : le Sénat et son exécutif au niveau local, une restructuration des finances et une reconnaissance au niveau international.
C'est donc dans ce contexte que Petar II pense logiquement à la création d'une monnaie monténégrine. Il prend donc les services d'un banquier napolitain en mars 1851 pour entreprendre ce chantier. Malheureusement, Petar II meurt d'une tuberculose en octobre 1851. Ceci met surement un terme à la création du Perun.
On ne sait pas exactement jusqu’où est allé le développement du projet. Il y aurait entre 1 et 32 exemplaires dont certains serait des contrefaçons.

## Galerie

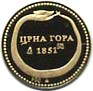
face, avec son Ouroboros.
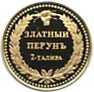
dos.